# Parastrangalis oberthuri
Parastrangalis oberthuri là một loài bọ cánh cứng trong họ Cerambycidae.